# 3XMM J004232.1+411314
3XMM J004232.1+411314 — маломассивная рентгеновская двойная звезда в галактике Андромеды. Является наиболее ярким источником жёсткого рентгеновского излучения в своей галактике. Также представляет собой наиболее яркий источник, обладающий провалами на рентгеновской кривой блеска. Компактный объект в этой двойной является нейтронной звездой с периодом вращения 3 секунды.

## Идентификация источника
Телескоп BAT на борту космического аппарата Swift обнаружил жёсткое рентгеновское излучение (в диапазоне энергии 14-195 кэВ) в направлении галактики Андромеды, при этом центр области излучения находился на расстоянии 6 угловых секунд от центра галактики. По наблюдениям NuSTAR было обнаружено, что излучение создаётся одним источником; наблюдения при помощи телескопа «Хаббл» показали, что в исследуемой области отсутствуют звёзды с массами более 3 масс Солнца.
Тот же источник ранее наблюдался в мягком рентгеновском диапазоне телескопом XMM-Newton и получил обозначение 3XMM J004232.1+411314. При анализе архивных данных в ходе проекта EXTraS было обнаружено, что объект демонстрировал короткие линейные спады яркости с последующим возвратом к первоначальной светимости. Такое поведение типично для рентгеновских двойных, поэтому источник был отнесён к классу маломассивных рентгеновских двойных.

## Свойства двойной системы
Орбита двойной системы имеет наклон от 60° до 80° к лучу зрения; период обращения составляет 4,01 часа, что совпадает с интервалом между провалами на кривой блеска. Как у многих других маломассивных рентгеновских звёзд, светимость данного объекта меняется со временем. По данным наблюдений XMM-Newton было выявлено, что светимость источника находится в интервале 0,8-2,8⋅1038 эрг/с в диапазоне энергий фотонов 0.2-12 кэВ. На 2017 год объект являлся наиболее мощным известным источником с провалами на рентгеновских кривых блеска.
Компактный объект в данной системе является нейтронной звездой с периодом вращения 3 секунды, что подтверждается наблюдениями модуляции светимости в рентгеновском диапазоне с тем же периодом.